# Еврі Північний
Еврі́ Півні́чний (фр. Évry-Nord) — кантон у Франції, в департаменті Ессонн регіону Іль-де-Франс.

## Склад кантону
Кантон включає в себе 2 муніципалітети:
| Муніципалітет | Площа | Населення, осіб | Рік  |
| ------------- | ----- | --------------- | ---- |
| Еврі*         | 3,62  | 26286           | 2007 |
| Куркуронн     | 4,37  | 14336           | 2007 |

* — лише північна частина міста Еврі

## Консули кантону
| Період    | Консул            | Посада                             |
| --------- | ----------------- | ---------------------------------- |
| 1988—2001 | François Bousquet | Заступник мера муніципалітету Еврі |
| 2001—2014 | Michel Berson     | Генеральний консул                 |

| Франція | Це незавершена стаття з географії Франції. Ви можете допомогти проєкту, виправивши або дописавши її. |